# Quazal Technologies
Quazal Technologies est une entreprise canadienne de technologie, basée à Montréal, qui se focalise sur le développement d'outils technologique pour les jeux vidéo, et notamment le multijoueur cross-plateformes, comme Net-Z ou Rendez-Vous. 

## Historique
L'entreprise est créée en 1998 par Sylvain Beaudry, Martin Lavoie et Carl Dionne, sous le nom de Proksim Software, puis adopte le nom de Quazal Technologies.
Le 4 novembre 2010, est annoncée l'acquisition de Quazal Technologies par Ubisoft,.